# Pusty Zamek
Pusty Zamek (słow. Pustý hrad) – ruiny wielkiego zamku obronnego na południe od Zwolenia w kraju bańskobystrzyckim na Słowacji.
Teren, na którym wznoszą się ruiny zamku, był zamieszkany już w eneolicie (3200-1900 r. p.n.e.). Pozostałości murów zamku dość dobrze odwzorowują ciąg prehistorycznych umocnień z młodszej epoki brązu, wzniesionych i zamieszkanych przez ludność kultury łużyckiej (1100-800 r. p.n.e.), na wysokim wzgórzu, ponad ujściem Slatiny do Hronu.
Najstarsza wzmianka o zamku pochodzi z kroniki tzw. Anonima z przełomu XII i XIII w., która podaje jakoby pierwszy historyczny gród był założony w tym miejscu przez niejakiego Borsza na przełomie IX i X w. Po raz pierwszy zamek wspominany był w dokumencie w 1214 r. Później notowany jako Zolum sub castro Polona (1246), castrum Zoulum (1254), castrum de Zoulum (1306), castrum de Zolyo (1323).
Obecny najstarszy zamek, tzw. Górny, powstał w XII w. Zbudowano go prawdopodobnie w latach 1172–1196 (za panowania króla Węgier Beli III) na szczycie wzgórza, na wysokości ok. 570 m n.p.m., by strzegł tzw. Wielkiej Drogi Zwoleńskiej. Składał się pierwotnie z wysokiej, murowanej z kamienia wieży (stołpu) na rzucie kwadratu, otoczonej suchą fosą. Wielka rozbudowa zamku miała miejsce w latach 1242–1255, kiedy król Bela IV po najeździe Mongołów przystąpił do umacniania starych i budowy nowych zamków. Do pierwotnego jądra dobudowano rozległe podgrodzie otoczone własnym murem, którego brama częściowo dochowała się do naszych czasów. Posiadało ono liczne zabudowania gospodarcze (w większości drewniane) oraz m.in. kamienną cysternę na wodę. Zamek był wojskowym i administracyjnym ośrodkiem ogromnego tzw. „państwa zwoleńskiego” – terenów obejmujących całą dzisiejszą środkową Słowację, od Hontu na południu po Liptów i Orawę na północy, które wkrótce przekształciło się w żupę zwoleńską. Był też ulubionym miejscem pobytu królów węgierskich podczas polowań w tzw. Zwoleńskim Lesie – wielkiej puszczy, porastającej wówczas całą dolinę górnego Hronu.
Trzeci etap rozbudowy przypadł na lata 1290–1301, tj. na panowanie Andrzeja III. Powstał wówczas tzw. Dolny Zamek o powierzchni 1,2 ha, którego zadaniem była obrona dostępu do zamku górnego. Założony został na planie rozciągniętego owalu. Posiadał również wieżę i był otoczony murem z bramą. Jego umocnienia nawiązywały do murów zamku górnego długim na 380 m murem, chroniącym drogę łączącą oba zamki. Przy nim powstał kompleks różnych dodatkowych budowli, nazwanych środkowym zamkiem. Zespół obronny Pustego Zamku z powierzchnią zabudowy ok. 7,6 ha należał wówczas do największych średniowiecznych założeń obronnych Europy.
Kolejna rozbudowa miała miejsce w latach 1307–1337, za panowania króla Karola Roberta. Twórcą nowej części mieszkalnej był zaufany Karola Roberta na ówczesnych Górnych Węgrzech, rycerz Doncz (znany w dawniejszym piśmiennictwie jako magister Doncz), do 1337 r. administrator potężnej żupy zwoleńskiej. Dlatego też ta część zamku znana jest w piśmiennictwie słowackim jako Dončov hrad.
Zamek stracił raptownie na znaczeniu w końcu XIV w. po tym, jak w latach 1370–1382 zbudowany został zamek w Zwoleniu. Ostatnie prace budowlane na zamku miały miejsce przed połową XV w., kiedy znalazł się on we władaniu Jana Jiskry. Podczas walk Jiskry z Janem Hunyadym, w 1451 r. zamek został zrabowany i spalony. Od tego czasu opustoszały, zaczął popadać w ruinę, rychło uzyskując swą dzisiejszą nazwę. Jedynie w okresie zagrożenia tureckiego na przełomie XVI i XVII w. wybudowano tu strażnicę i obsadzono ją niewielką załogą wojskową.
Pierwsze systematyczne prace wykopaliskowe na zamku miały miejsce w latach 1886–1899. W latach 50. XX w. trwały badania historyczne dotyczące dziejów zamku, a w latach 60. miał tu miejsce kolejny zwiad archeologiczny. Trwające od 1992 r. wielkie prace wykopaliskowe przyniosły setki znalezisk od ceramiki przez ozdoby z brązu po żelazne elementy broni, ostrogi i końskie podkowy. Prowadzone równocześnie rozległe prace rekonstrukcyjne i zabezpieczające ruin pozwoliły na wyeksponowanie i udostępnienie do zwiedzania całego kompleksu. Znaleziska archeologiczne z Pustego Zamku można zobaczyć w ekspozycji pt. „Z historii Zwolenia” na zamku w Zwoleniu.
Pusty Zamek jest łatwo dostępny znakowanym na niebiesko szlakiem turystycznym ze Zwolenia.

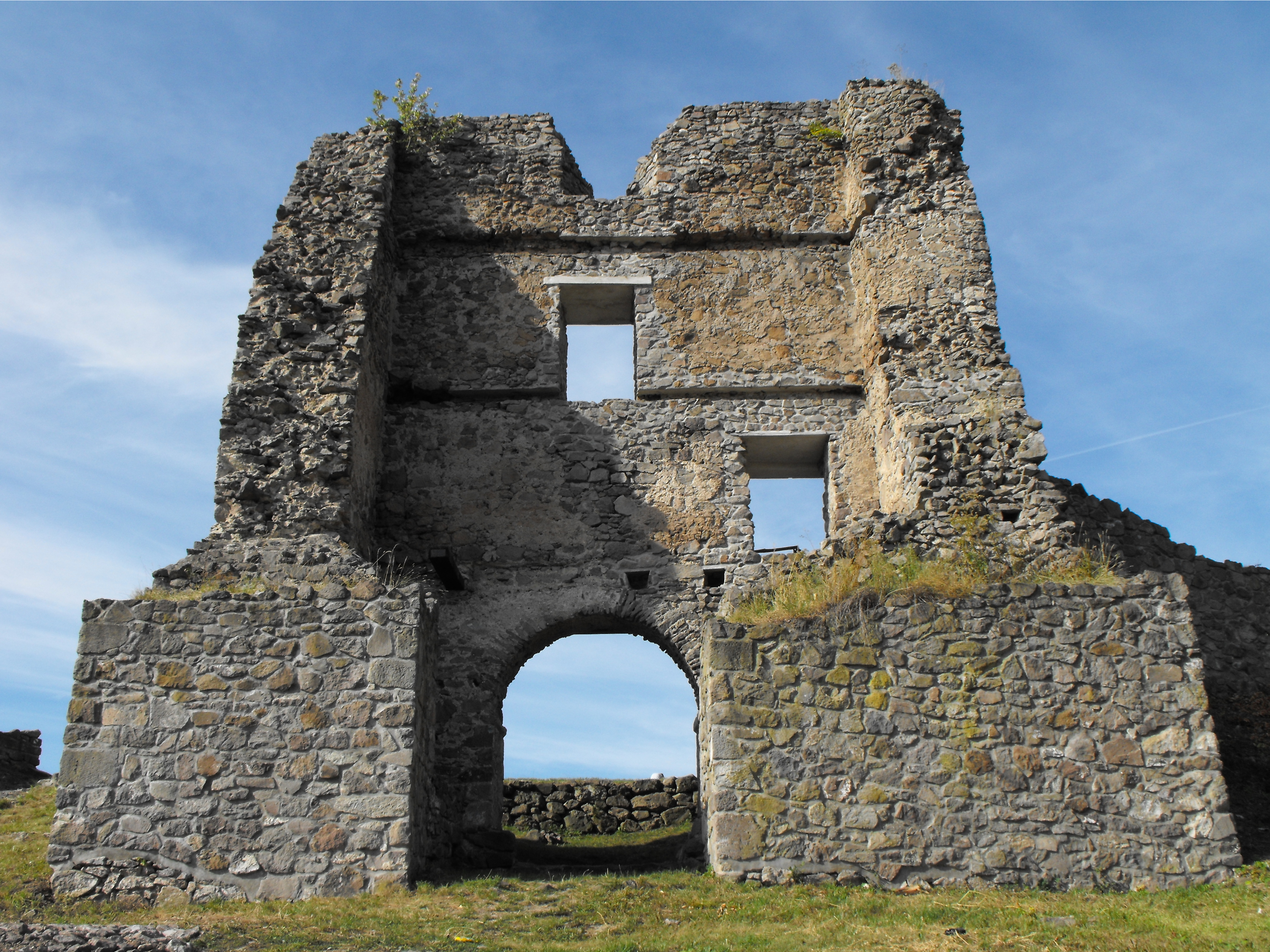
Brama
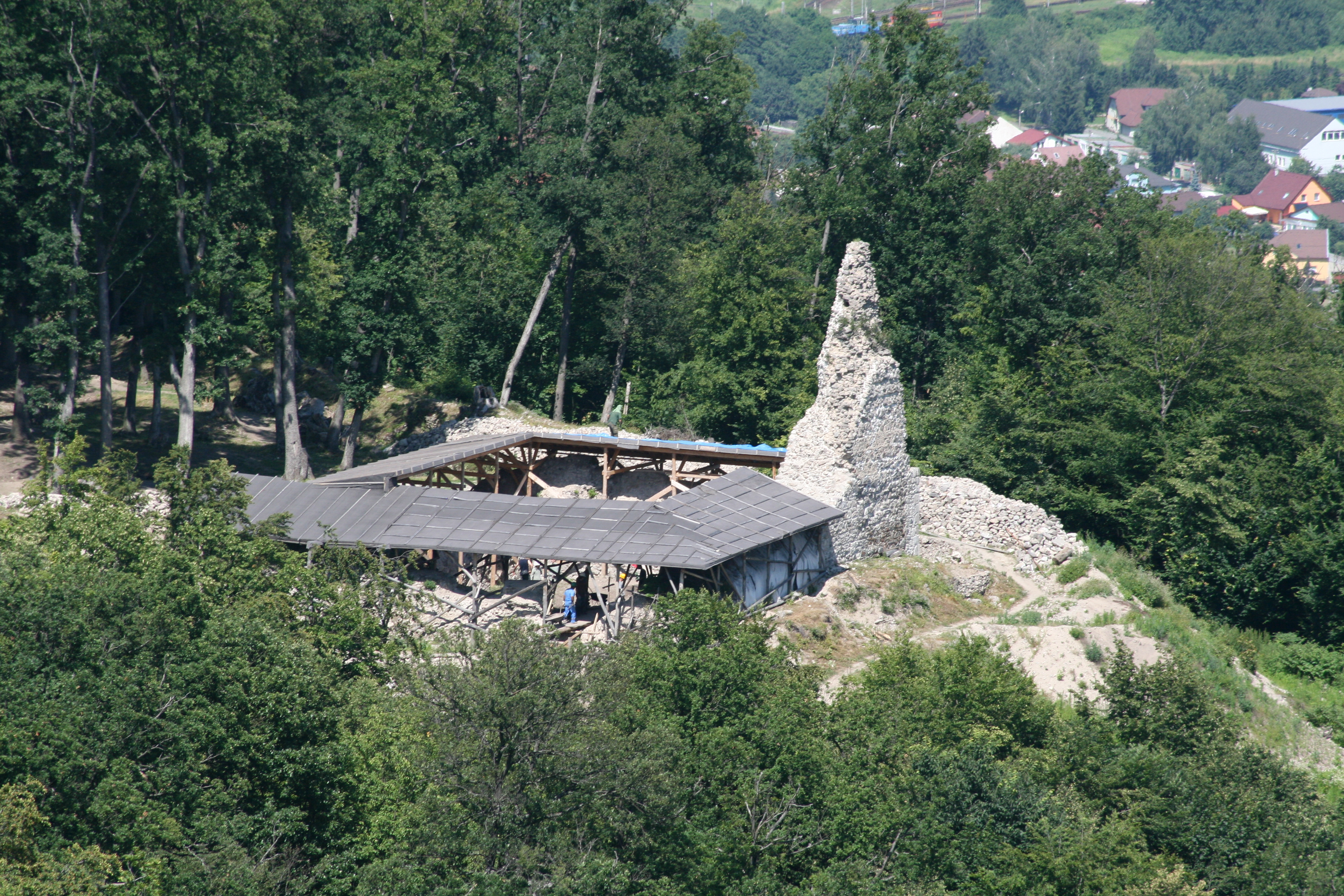
Dolny Zamek
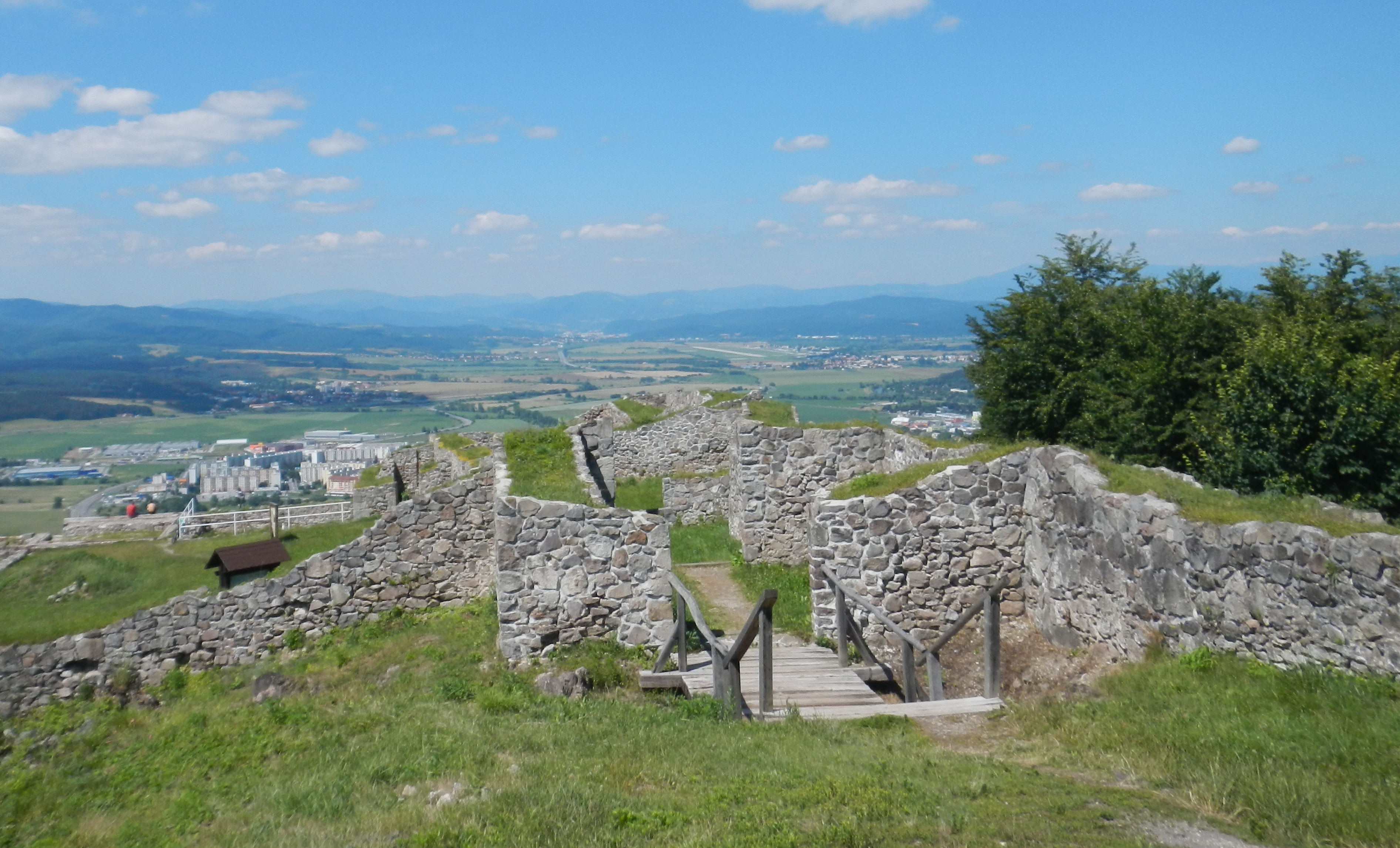
Dončov hrad
Panorama